# Avtomobilist Iekaterinbourg
L'Avtomobilist Iekaterinbourg (en russe Автомобилист Екатеринбург) est un club de hockey sur glace de Iekaterinbourg, en Russie. Il évolue dans la Ligue continentale de hockey.

## Historique
Le club est créé en 2006. Il remplace le Dinamo-Energuia Iekaterinbourg. En 2008, il termine second de la Vyschaïa Liga, le second échelon russe. Alors qu'il avait été choisi précédemment pour intégrer la saison suivante la Ligue continentale de hockey, il est recalé courant juillet faute de garanties financières. Le premier remplaçant, le Khimik Voskressensk vainqueur de Vyschaïa Liga intègre la KHL. Un an plus tard, il intègre la KHL. Le 3 février 2011, l'Avtomobilist retire le numéro 15 d'Aleksandr Gouliavtsev.

## Palmarès
- Aucun titre.

### Saisons en KHL
Note : PJ : parties jouées, V : victoires, VP: victoires en prolongation, VF: victoires en fusillade, D : défaites, N : matchs nuls, DP : défaite en prolongation, DTF : défaite en fusillade, Pts : Points, BP : buts pour, BC : buts contre.
| Saison    | PJ | V  | VP | VTB | D  | DP | DTB | BP  | BC  | Pts | Classement | Séries éliminatoires |
| --------- | -- | -- | -- | --- | -- | -- | --- | --- | --- | --- | ---------- | --- |
| 2009-2010 | 56 | 14 | 2  | 6   | 28 | 4  | 2   | 127 | 159 | 64  | 19e/24     | Salavat Ioulaïev Oufa 1-3 (huitième de finale)                                                                               |
| 2010-2011 | 54 | 10 | 6  | 4   | 31 | 1  | 2   | 134 | 184 | 53  | 20e/23     | Non qualifié |
| 2011-2012 | 54 | 9  | 3  | 4   | 30 | 3  | 5   | 105 | 165 | 49  | 22e/23     | Non qualifié |
| 2012-2013 | 52 | 7  | 0  | 1   | 32 | 5  | 7   | 104 | 180 | 35  | 26e/26     | Non qualifié |
| 2013-2014 | 54 | 22 | 0  | 7   | 19 | 5  | 1   | 134 | 125 | 86  | 15e/28     | Barys Astana 0-4 (huitième de finale)                                                                                        |
| 2014-2015 | 60 | 21 | 2  | 3   | 26 | 6  | 2   | 134 | 147 | 81  | 16e/28     | Ak Bars Kazan 1-4 (huitième de finale)                                                                                       |
| 2015-2016 | 60 | 21 | 4  | 5   | 19 | 4  | 7   | 145 | 158 | 92  | 14e/28     | Metallourg Magnitogorsk 2-4 (huitième de finale)                                                                             |
| 2016-2017 | 60 | 19 | 1  | 5   | 25 | 5  | 5   | 139 | 165 | 79  | 21e/29     | Non qualifié |
| 2017-2018 | 56 | 25 | 2  | 4   | 17 | 4  | 4   | 165 | 137 | 95  | 9e/27      | Metallourg Magnitogorsk 2-4 (huitième de finale)                                                                             |
| 2018-2019 | 62 | 39 | 6  | 2   | 14 | 1  | 0   | 191 | 125 | 95  | 3e/25      | Traktor Tcheliabinsk 4-0 (huitième de finale) Salavat Ioulaïev Oufa 4-1 (huitième de finale)                                 |
| 2019-2020 | 62 | 24 | 8  | 3   | 19 | 5  | 3   | 168 | 151 | 78  | 8e/24      | Sibir Novossibirsk 1-4 (huitième de finale)                                                                                  |
| 2020-2021 | 60 | 24 | 3  | 3   | 22 | 5  | 3   | 152 | 154 | 68  | 12e/23     | Avangard Omsk 1-4 (huitième de finale)                                                                                       |
| 2021-2022 | 45 | 15 | 2  | 1   | 21 | 2  | 4   | 127 | 129 | 42  | 20e/24     | Non qualifié |
| 2022-2023 | 68 | 30 | 6  | 1   | 22 | 5  | 4   | 188 | 172 | 83  | 9e/22      | Metallourg Magnitogorsk 3-4 (huitième de finale)                                                                             |
| 2023-2024 | 68 | 26 | 5  | 6   | 23 | 4  | 4   | 163 | 157 | 82  | 3e/23      | Ak Bars Kazan 4-1 (huitième de finale) SKA Saint-Pétersbourg 4-1 (quart de finale) Metallourg Magnitogorsk 3-4 (demi-finale) |
| 2023-2024 | 68 | 33 | 6  | 2   | 25 | 2  | 0   | 175 | 140 | 84  | 10e/23     | Ak Bars Kazan 1-4 (huitième de finale)                                                                                       |
| 2024-2025 | 68 | 33 | 3  | 5   | 20 | 3  | 4   | 178 | 165 | 89  | 6e/23      | Ak Bars Kazan 3-4 (huitième de finale)                                                                                       |